# 刺毬果藻屬
刺毬果藻屬（學名：Acanthochonia），又名刺管藻屬，是已滅絕的一屬綠藻，為乳孔藻的近親。生存在奧陶紀至志留紀的海洋中，利用其中線將藻體附著在岩石或珊瑚礁上。

## 特徵
刺毬果藻的化石呈球形，是由一系列從核心生長出的、端部為長菱形的結構所組成。頭部臂是由呈螺旋狀排列的鑽石形骨板組成。藻體的外壁已經鈣化，沒有其他石灰質藻類所具有的黏液覆蓋層。

## 物種[1]
- Acanthochonia barrandei Hinde, 1884
- Acanthochonia devonica Schlüter, 1887